# Parlamentswahl in Dschibuti 2008
- UMP: 65

Die Parlamentswahl in Dschibuti 2008 fand am 8. Februar statt. Gewählt wurden alle 65 Mitglieder der Nationalversammlung von Dschibuti.

## Wahlergebnis
Bei den vorhergehenden Wahlen im Januar 2003 hatte die Union pour la majorité présidentielle (UMP) von Präsident Ismael Omar Guelleh, der seit 1999 an der Macht war, alle 65 Sitze in der Nationalversammlung errungen. Sie hatte vier Parteien umfasst: die Rassemblement populaire pour le progrès (RPP), die Front pour la restauration de l’unité et la démocratie (FRUD), die Parti populaire social démocrate (PPSD) und die Parti national démocratique (PND). Zur UMP gehörte diesmal auch die Union des partisans de la réforme (UPR).
Das Oppositionsbündnis Union for Democratic Change (UAD) unter der Führung des ehemaligen Premierministers Ahmed Dini hatte es bei der Wahl im Jahr 2003 trotz 28 Prozent der Stimmen auf Grund des damaligen Mehrheitswahlrechtes nicht geschafft, Mandate zu gewinnen. Sie hatte deshalb die Präsidentschaftswahlen im Jahr 2005 boykottiert, bei denen Guelleh wiedergewählt wurde. Die UAD forderte vor der Wahl die Einführung des Verhältniswahlsystems, aber die Regierung lehnte dies ab. Premierminister Dileita Mohamed Dileita argumentierte, dass ein solches System das Gleichgewicht der Ethnien in Dschibuti stören würde. Die UAD boykottierte daraufhin die Wahlen von 2008 mit der Begründung, dass sie undemokratisch seien. Sein Führer Ismaël Guedi Hared kritisierte die Regierung, dass sie trotz des Boykotts der Opposition Wahlen abgehalten habe. Er warf der Regierung vor, sie wolle zum faktischen Einparteiensystem zurückkehren.
Demzufolge hatte nur die UMP unter der Leitung von Premierminister Dileita für diese Wahl Kandidaten aufgestellt. Von den 65 Kandidaten der UMP waren neun Frauen. Ihre Wahlversprechen waren ähnlich wie bei den Wahlen von 2003, wo sie bessere Lebensqualität durch wirtschaftliche Entwicklung und nationale Einheit versprach.
Fast 110.000 der 151.000 registrierten Wähler nahmen an den Wahlen teil, was einer Wahlbeteiligung von über 72 entspricht. Etwa 103.000 Wähler stimmten dabei für die UMP-Liste.
Die Afrikanische Union und die Arabische Liga, die die Wahlen überwachten, erklärten sich „zufrieden“ mit dem Wahlverlauf, der ihrer Meinung nach in „einer demokratischen Atmosphäre“ stattgefunden hat.
Am 20. Februar 2008 hielt die neu gewählte Nationalversammlung ihre erste Sitzung ab und wählte Idriss Arnaoud Ali (UMP) erneut zum Präsidenten.
| Listen            | Listen                                                                | Stimmen | %     | Mandate |
| ----------------- | --------------------------------------------------------------------- | ------- | ----- | ------- |
|                   | Union pour la majorité présidentielle (RPP – FRUD – PPSD – PND – UPR) | 103.463 | 100,0 | 65      |
| Gesamt            | Gesamt                                                                | 103.463 | 100   | 65      |
|                   |                                                                       |         |       |         |
| Ungültige Stimmen | Ungültige Stimmen                                                     | 6.536   | 5,9   |         |
| Wähler            | Wähler                                                                | 109.999 | 72,6  |         |
| Wahlberechtigte   | Wahlberechtigte                                                       | 151.490 |       |         |